# インディアナポリス・モーター・スピードウェイ
インディアナポリス・モーター・スピードウェイ (Indianapolis Motor Speedway, 略称：IMS ) は、アメリカ合衆国のインディアナ州インディアナポリス市郊外のスピードウェイにあるサーキット。世界3大レースの1つインディアナポリス500（インディ500）が行われることで知られる。1909年に開設された現存する最古のレース専用コースであり、1975年に国家歴史登録財に登録され、1987年に国定歴史建造物に指定された。

## 概要
インディアナポリス・モーター・スピードウェイはインディアナ州の州都インディアナポリスの中心街から北西に6マイル（約10 km）ほど離れた住宅地に位置する。世界で初めて「スピードウェイ」の名を冠したサーキットであり、世界で唯一国定文化財に指定されているモータースポーツ施設でもある。また、スポーツ施設として世界最大の収容能力を持ち、観客席数257,325席、最大収容人数は400,000人になる。
メインとなるオーバルトラックは全長2.5マイル（約4 km）。 南北に伸びる3,300フィート（約1 km）のロングストレート2本と、東西に伸びる660フィート（約200 m）のショートストレート2本からなる長方形に近いレイアウトで、四隅の4つのターンには最大9度のカントが付けられている。オーバルトラックの内側には曲がりくねったロードコースが新設されており、F1やMotoGP、インディカーではオーバルトラックの約半分（メインストレートからターン2手前）とインフィールドセクションをつないだレイアウトを使用する。レッドブル・エアレースではインフィールドに巨大なエアパイロンを設置した。
オーブン当初は全面煉瓦敷きのトラックだったため、「Brickyard （ブリックヤード）」の愛称で呼ばれ、同地で開催されるNASCAR・スプリントカップシリーズのレース名にも使われている。現在は全面アスファルト舗装だが、スタート/フィニッシュラインの1ヤード（約90 cm）のみ歴史遺産として煉瓦敷きのまま残されている。煉瓦の露出部分はピットレーンからパドックまで及び、内側のピットウォールにはこの位置からパドックに抜ける扉が設けられている。インディ500の優勝車はこの扉からブリックヤードの上を通って表彰式のビクトリーエリアへと移動するという演出が行われる。レース後には優勝した選手・チームスタッフが一列に並び、コースに跪いて煉瓦にキスするという勝者の儀式がある。

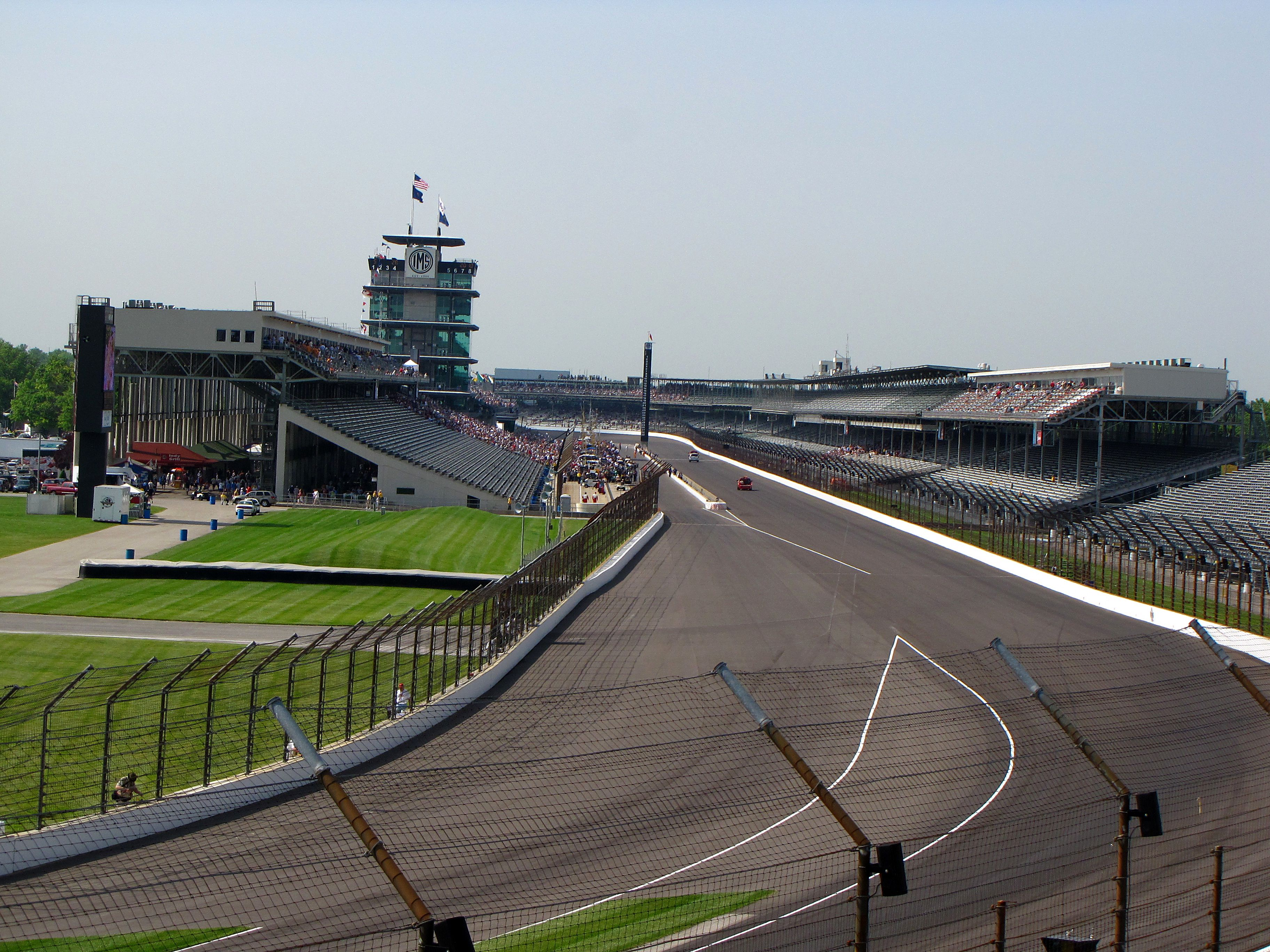
メインストレートと観客席（ターン4方面より）
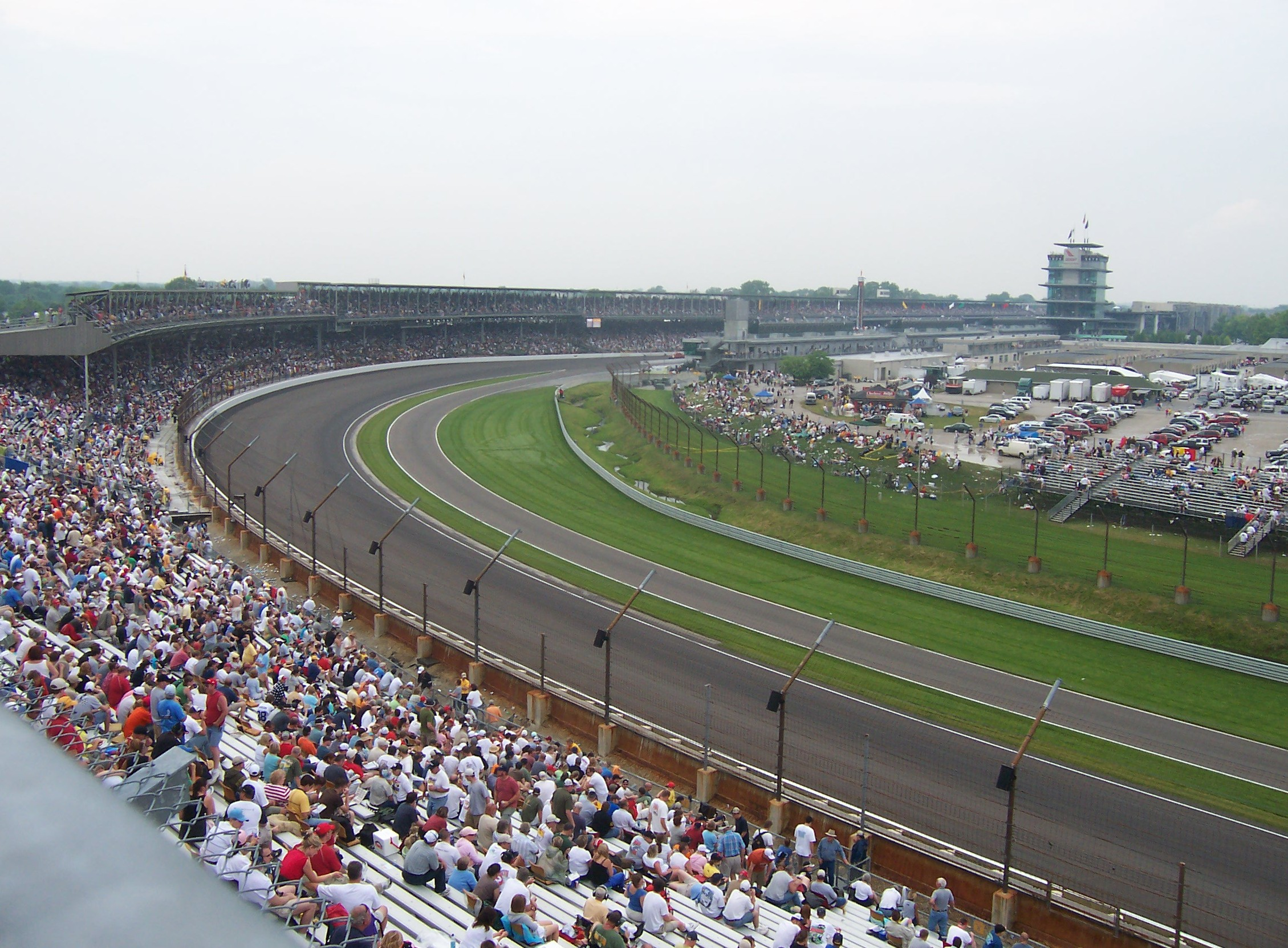
ターン1
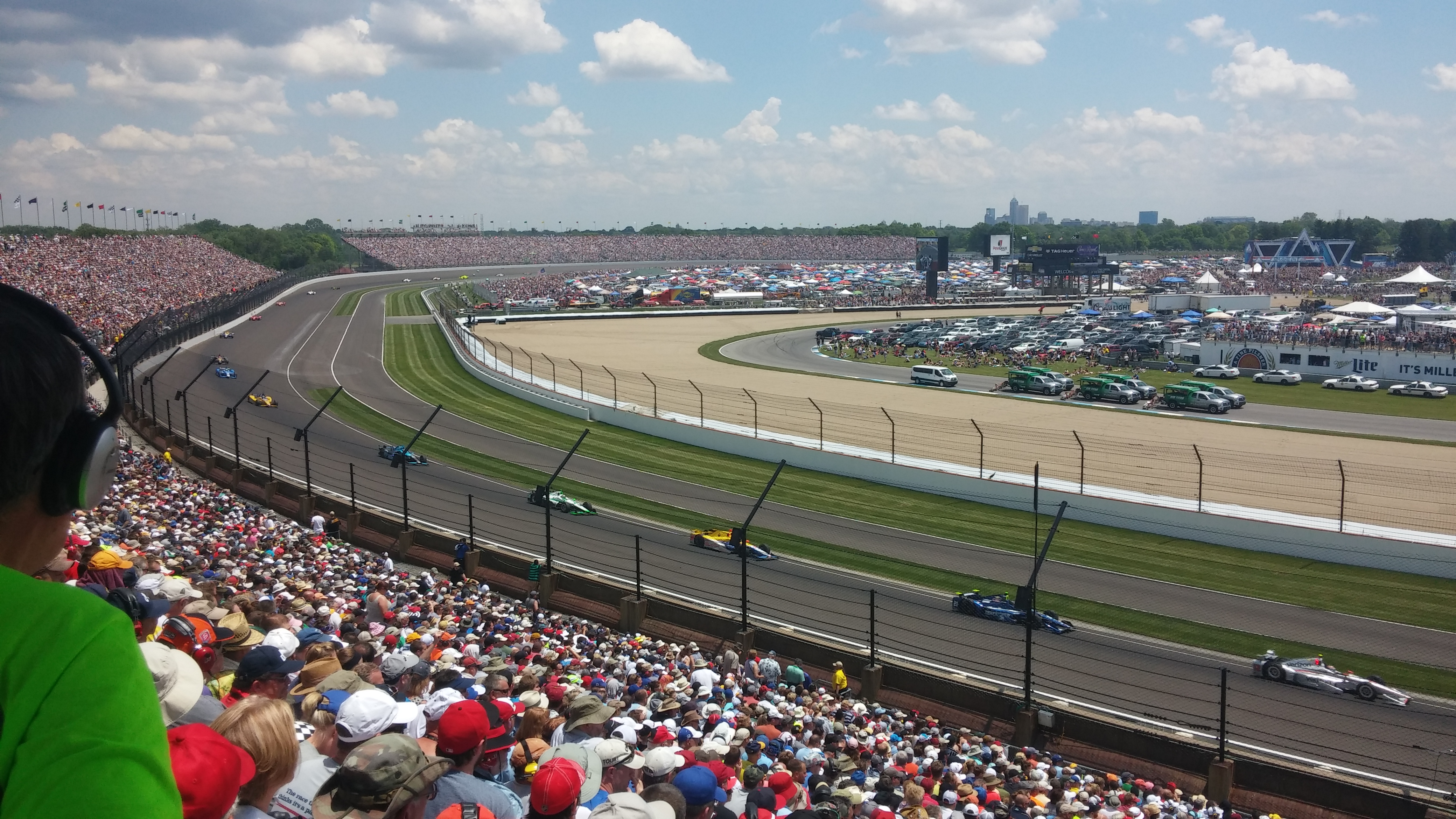
ターン3〜4
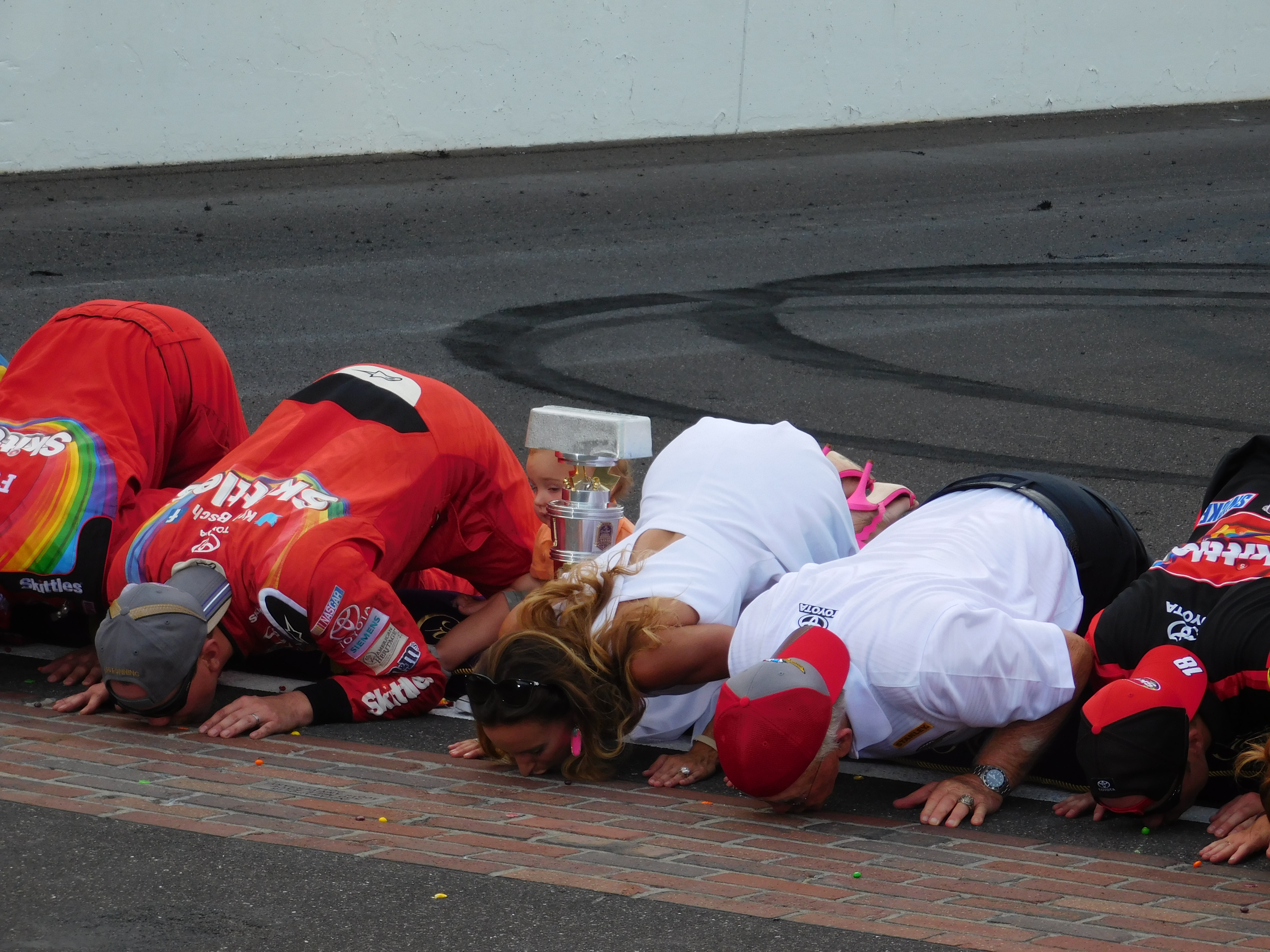
煉瓦にキスするカイル・ブッシュ（NASCAR）

## 歴史
1900年代初頭、インディアナポリスの実業家、カール・グラハム・フィッシャー (Carl G. Fisher) は自動車のアセチレン前照灯を製造するプレスト-O-ライト社を経営し、自動車産業の成長とともに業績を伸ばしていた。フィッシャーはヴァンダービルト・カップやゴードン・ベネット・カップなどのモータースポーツ競技会に触発され、自動車の開発テストにも役立つ常設レースコースの建設を思い立つ。地元の実業家仲間3人を誘い、1909年2月8日に管理会社インディアナポリス・モーター・スピードウェイ (IMS) を設立、インディアナポリスの郊外に平坦な土地1,025エーカーを取得し、1周2.5マイルのオーバルトラック建設に着手した。
設計はパーク・アンドリュースという技師が担当し、当時ダートレースが盛んだった草競馬場のコースを拡大したような形になった。1907年にイギリスで建設された世界初の常設レースコース、ブルックランズを視察団が訪れており、最初の計画ではブルックランズの様に曲がりくねったインフィールドセクションをつくる予定だった。コース幅はストレートが50フィート（約15.2m）、コーナー部分が60フィート（約18.3m）で、当初はコーナーのイン側に16°40′外縁に36°40′の傾斜が付けられた。路面には2インチの砂利の上に2.5インチ厚のマカダムを敷き詰めた。
コースが完成して最初に行われたイベントは、8月14日のアメリカモーターサイクリスト協会 (Federation of American Motorcyclists, FAM) が認可したオートバイによる7回のレースであった。これは当初、15のレースを2日間にわたって行う予定であったが、初日の予定が完了する前に、路面がオートバイの走行に適しているか不安が生じたため1日で終了した。
初めての自動車レースは、8月19日 - 21日の3日間にわたって行われたアメリカ自動車協会 (American Automobile Association, AAA) が認可する16のレースであった。この記念すべきイベントは進行と共に路面が剥がれはじめ、複数の事故が発生し5名が死亡、週末の決勝レースは235マイル (378km) を経過した時点で終了した。当初は300マイルを走行する予定であった。
IMSはレーサーと観客に対する安全のためかなりの追加費用をつぎ込んで再舗装工事を行い、2インチ厚の砂の上に320万個の舗道レンガが敷き詰められた。工事はわずか63日間で完了した。これによってコースは「ブリックヤード（レンガ製造所）」の愛称で呼ばれるようになった。最後のレンガは金で作られ、1909年に特別式典でトーマス・R・マーシャル知事がコースにはめ込んだ。
コースは1910年に再開し、3つの祝日（メモリアルデー、独立記念日、労働者の日）の週末合計で66の自動車レースが行われた。それぞれの週末で2回から3回のレースが、100マイル (160 km) から200マイル (320 km) の距離で行われ、加えて数回の短いコンテストも行われた。短距離レースはいずれもより長いレースの予選としては機能しなかった。それぞれのレースは独自に行われ、表彰も別個のものであった。全てのレースはアメリカ自動車協会が認可した。
レース数が増えると集客が鈍り始めたため、経営陣は5月末のメモリアルデーにあわせて年に1度ビックイベントを開催する方針を決めた。1,000マイルレースや24時間レースも検討されたが、（当時の車の性能で）日没までに走行可能な距離として500マイル (804.672 km) という数字が選ばれた。こうして、1911年5月30日のメモリアルデーに最初の500マイルレースが行われ、レイ・ハルーンが 74.602 mph (120.060 km/h) の平均速度で優勝し、1ドルの入場料でおよそ8万人が観戦した。この500マイルのレースは今日ではインディ500として知られている。
1927年、第一次世界大戦の撃墜王として知られ、リッケンバッカー・モーター・カンパニーを経営していたエディ・リッケンバッカー (Eddie Rickenbacker) がIMSを買収した。第二次世界大戦が始まると、1941年のインディ500を最後にコースは閉鎖され荒れ果てた。
終戦後、インディ500を3回制覇したウィルバー・ショウ (Wilbur Shaw) がスピードウェイ修復計画を立ち上げ、地元のハルマン&カンパニー (Hulman & Company) の経営者トニー・ハルマン (Tony Hulman) が新オーナーとなり、1946年にインディ500が再開された。それまで、観客は正装した紳士のみとされ女人禁制が続いていたが、戦後の再開後は、女性の観戦や観客の服装も自由となった。また、スタート前のエンジン始動の号令（スタートコマンド）「Ladies and gentlemen, start your engines!」はハルマン家の歴代当主の務めになった。
1936年から1940年にかけて、コーナーからショートストレート、バックストレートへと段階的に煉瓦の上からアスファルト舗装され、コースのほぼ4分の3がアスファルトで覆われた。ただ、メインストレートは、過去の記念といういささかセンチメンタルな理由から、煉瓦敷きのまま残されたインディ500創設50周年となる1961年のレース後には残されたメインストレートもアスファルトで覆われたが、歴史的遺産として一部だけでも残しておきたいというオーナーのハルマンの強い希望によりスタート/フィニッシュライン部分の3フィート (0.91 m) のみ煉瓦が残された。
インディカーレースの統括団体はAAAからアメリカ合衆国自動車クラブ (United States Auto Club, USAC) 、CART (Championship Auto Racing Teams) へと移り変わっていくが、ハルマン家がIMSとインディ500の運営を主導し、オープンホイールレースの世界で特別な地位を保っていった。そして、トニー・ハルマンの孫であるトニー・ジョージ (Tony George) が新オーナーに就任すると大胆な改革を実行する。IMSをインディ500以外にも開放し、1994年からはNASCARストックカーレース「ブリックヤード400」がスタート。1998年から2000年にかけて大規模な改修工事を行い、インフィールドセクションを有する多彩なコースレイアウトを売りにして、F1アメリカGP（2000年 - 2007年）、MotoGP（2008年 - 2015年）などの誘致を実現した。
1996年、IMSはCARTの国際化推進路線に対抗し、オーバルトラックとアメリカ人ドライバーを優先するインディ・レーシング・リーグ (IRL) をスタート。当初は人気面で劣勢であったが、全米最大のモータースポーツイベントであるインディ500を保有する強みを活かして立場を逆転。CART改めチャンプカー・ワールド・シリーズを吸収合併する形で、2008年にインディカー・シリーズに再統一した。
2019年11月、ハルマン家は70年以上保持してきたオーナーシップを手放し、IMSおよびインディカー・シリーズをペンスキー・コーポレーションの子会社ペンスキー・エンタテイメントに売却した。4番目のオーナーとなるロジャー・ペンスキーは、インディ500を18回制覇した名門チーム・ペンスキーの設立者でもある。

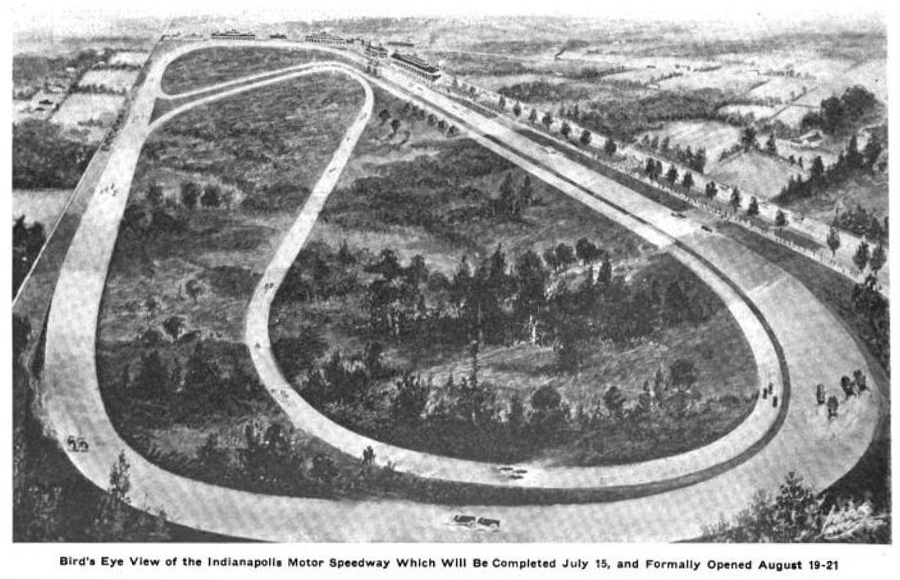
ロードセクションを含む設計案
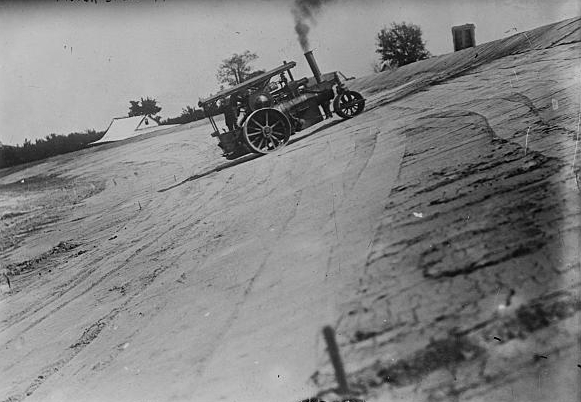
建設中のインディアナポリス・モーター・スピードウェイ
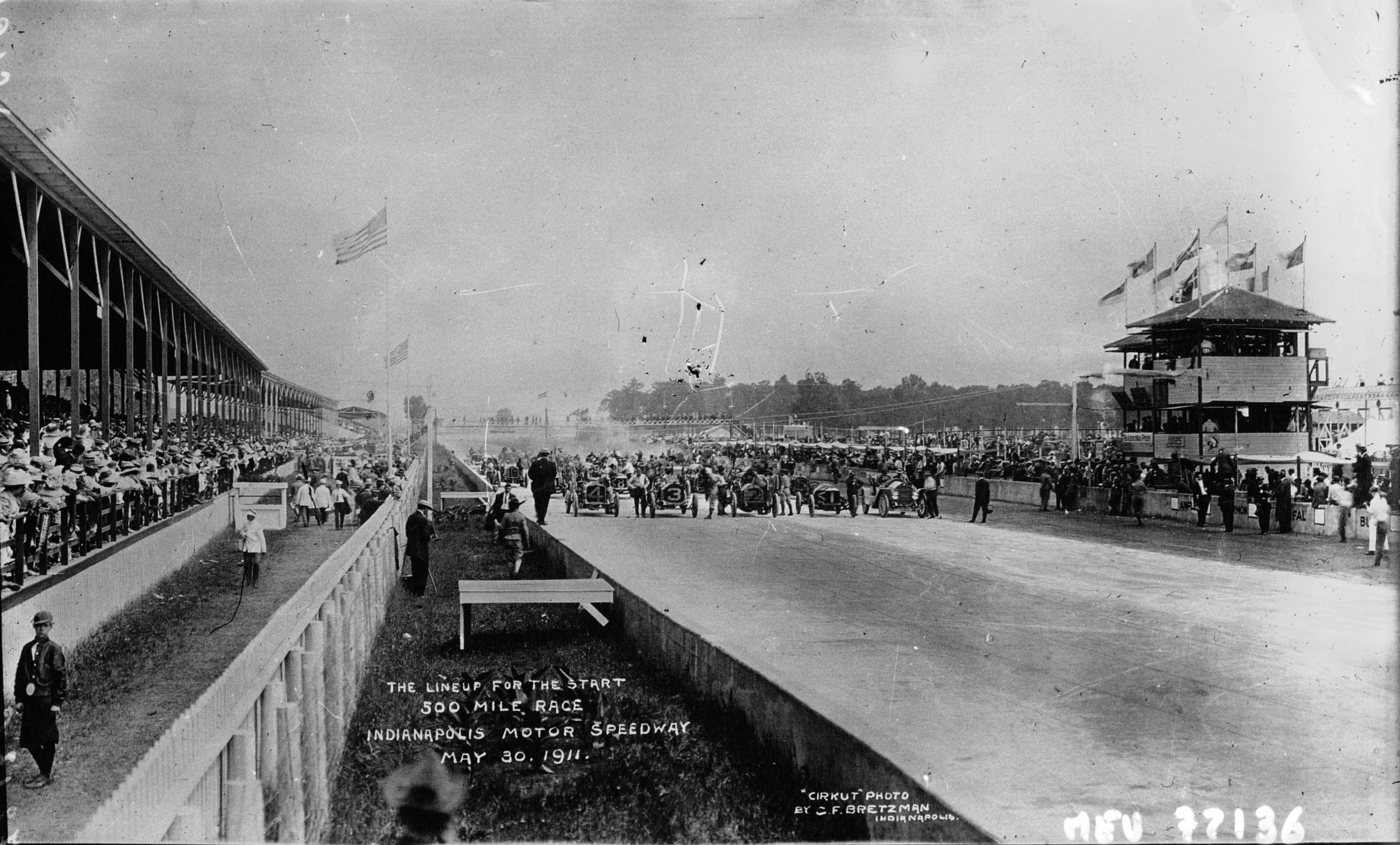
1911年のインディ500 第1回大会
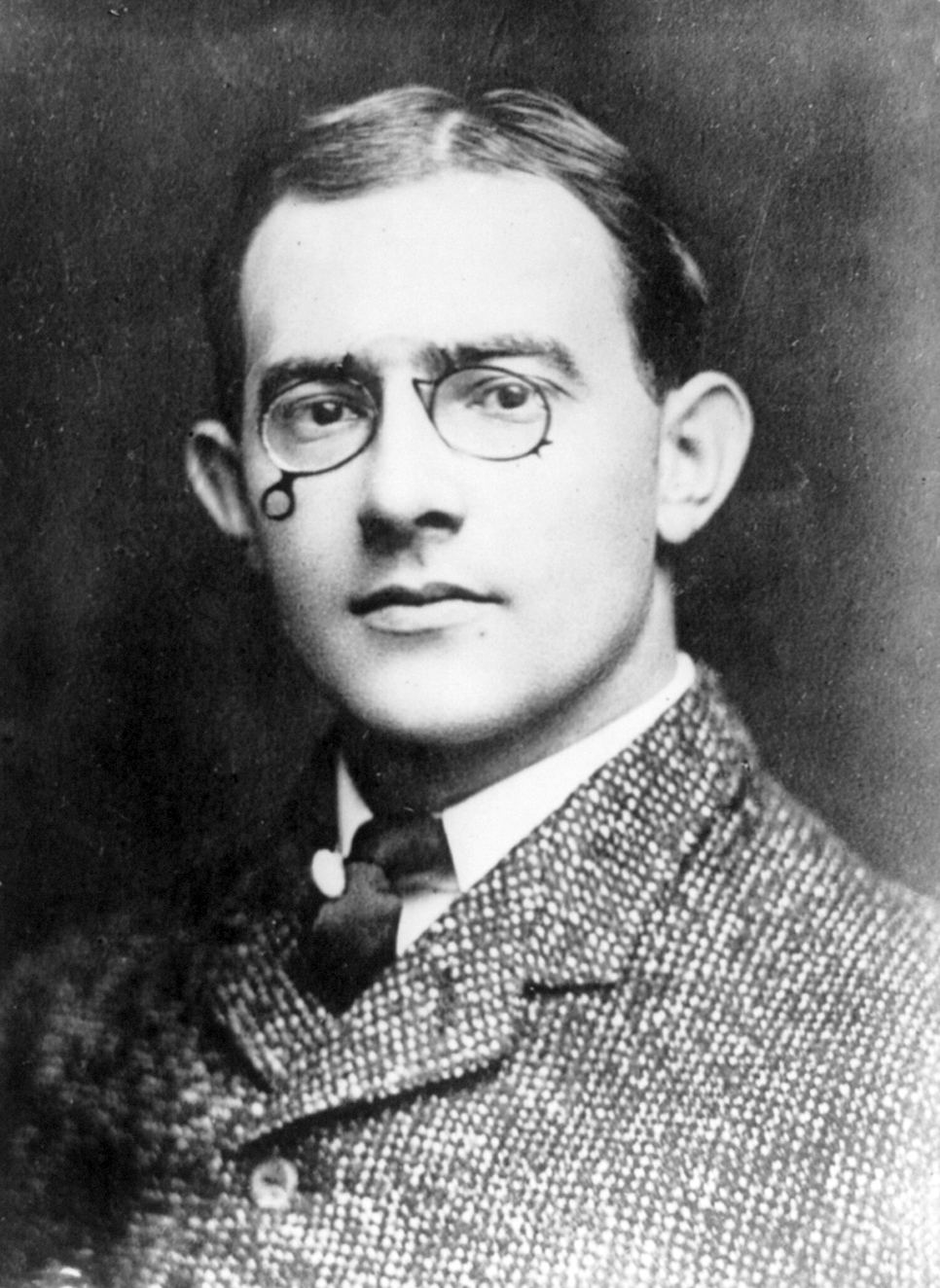
コース設立者のひとり、カール・グラハム・フィッシャー
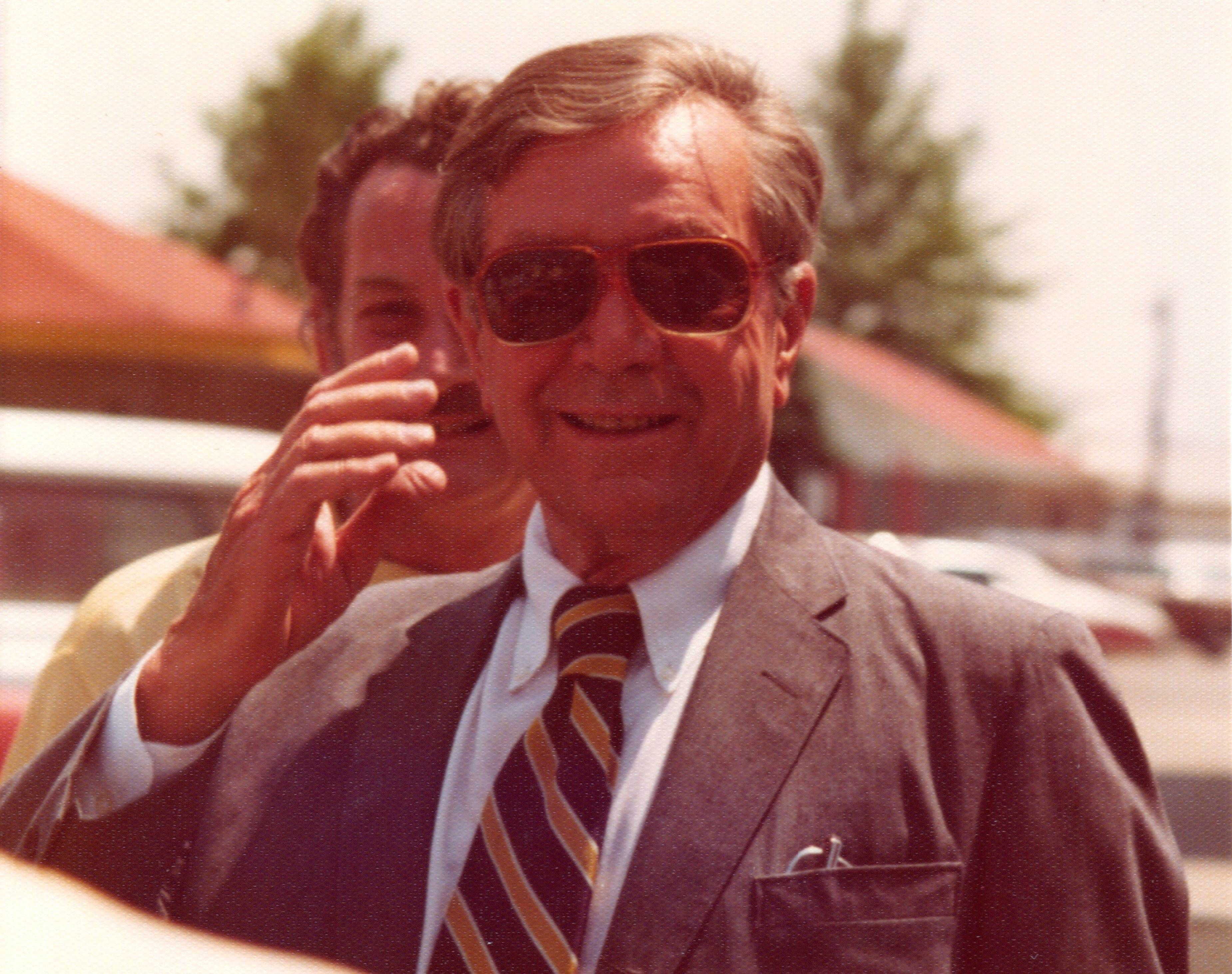
元オーナーのトニー・ハルマン
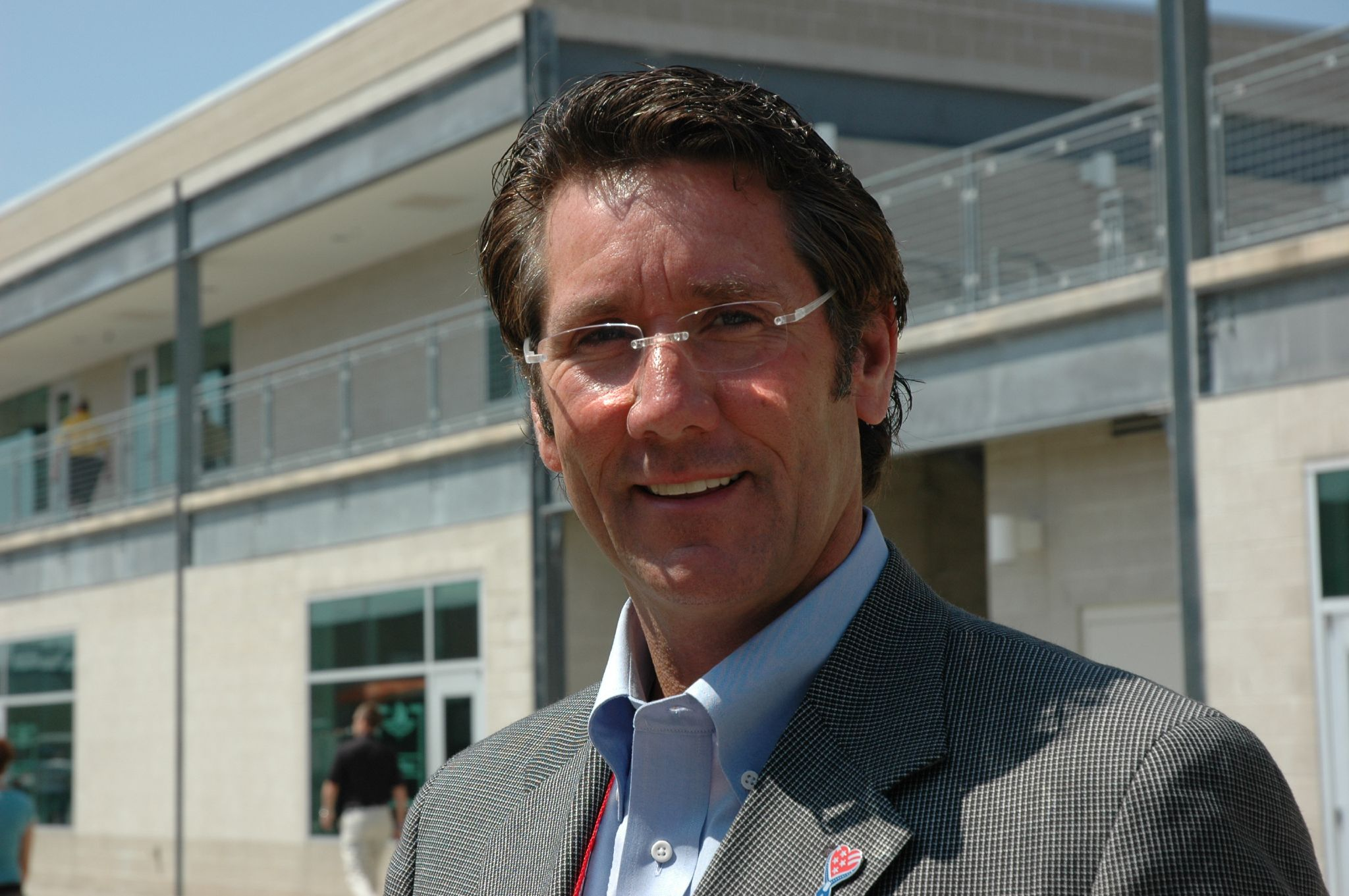
トニー・ジョージ
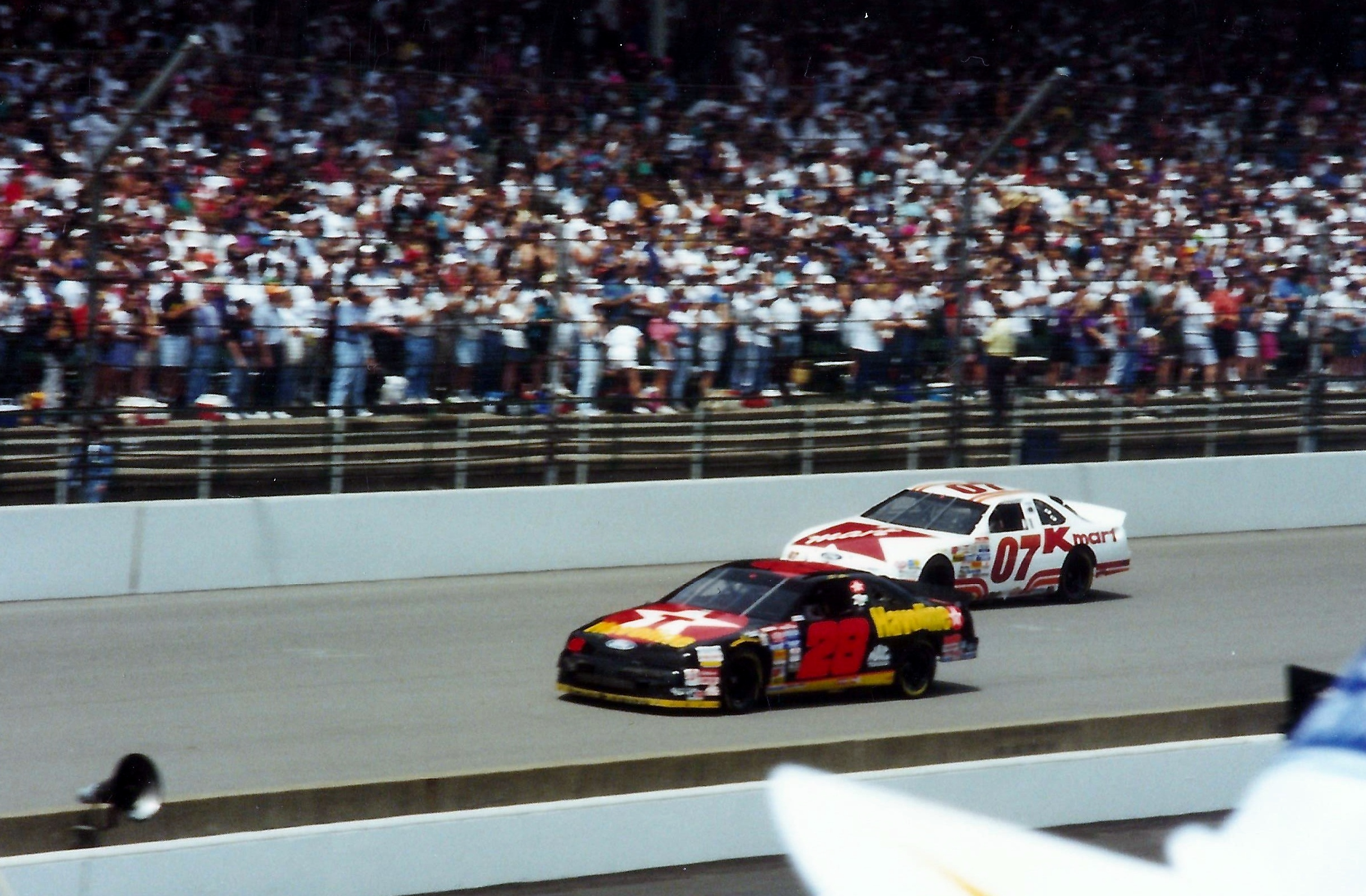
NASCAR ブリックヤード400（1994年）
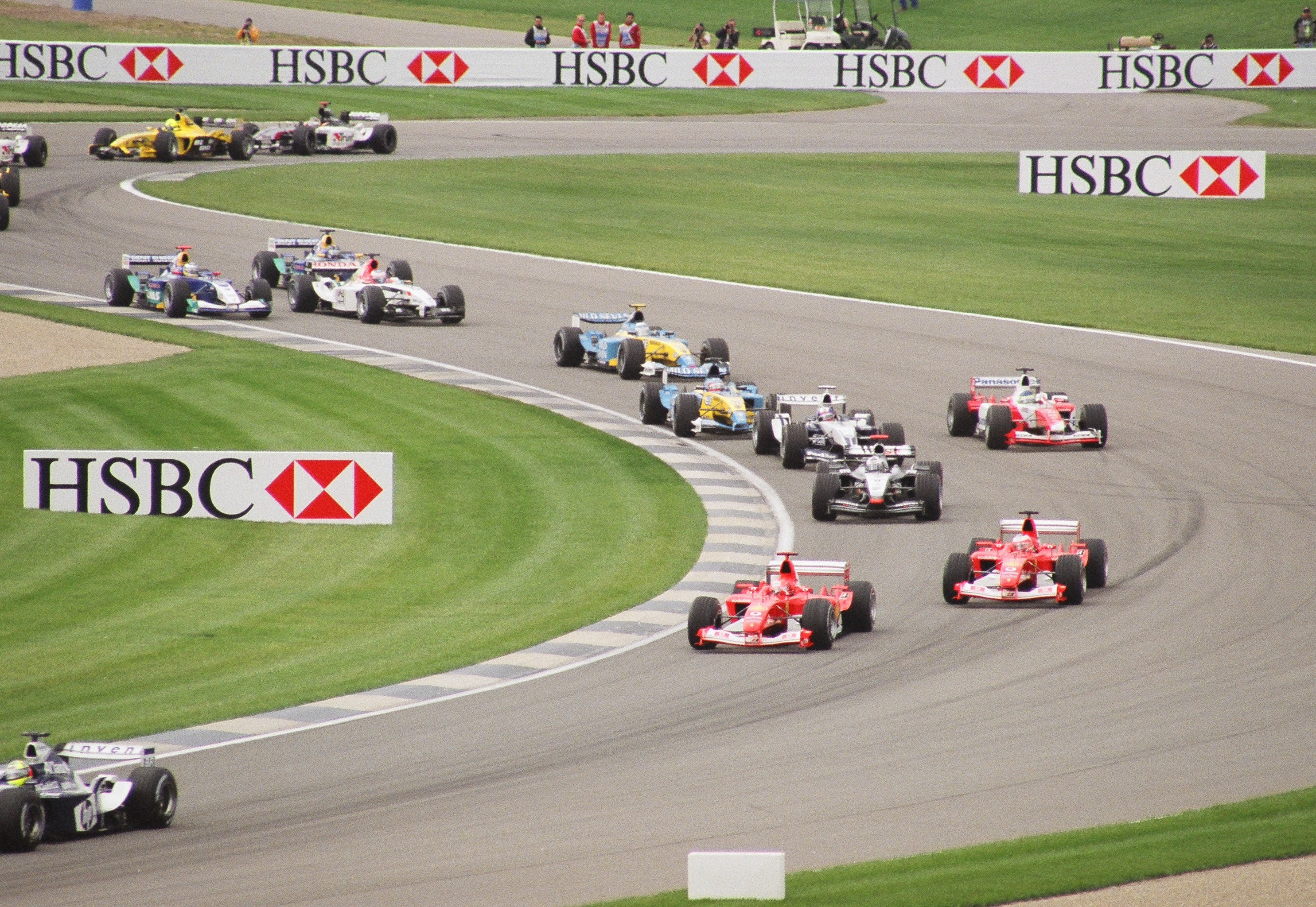
F1アメリカGP（2003年）
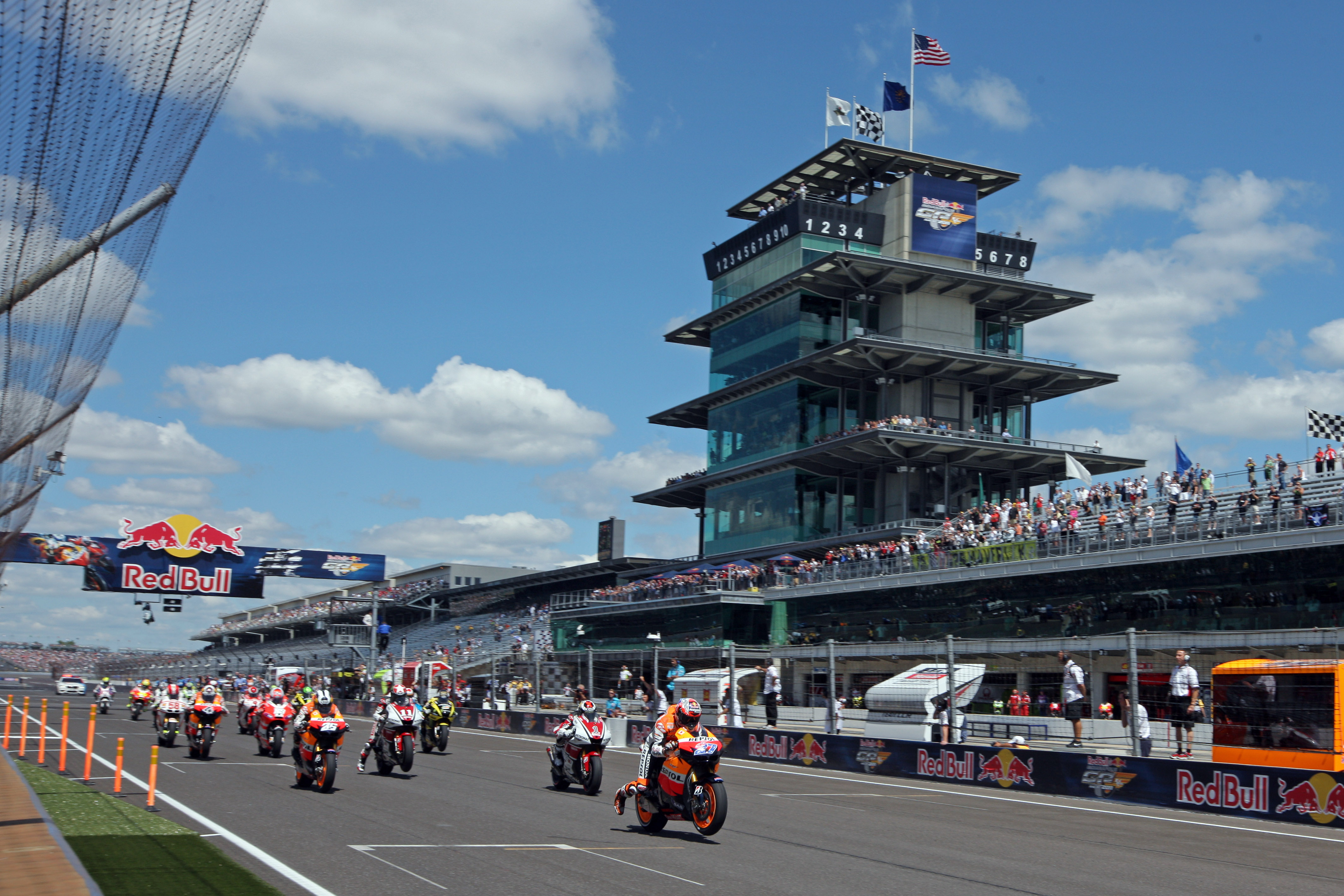
MotoGP インディアナポリスGP（2015年）

## オーバルトラック
|                          | 個数                     | 長さ                           | バンク角                       |
| ------------------------ | ------------------------ | ------------------------------ | ------------------------------ |
| ロングストレート         | 2                        | 3300フィート(1005.8m)✕2        | 0°                             |
| ショートストレート       | 2                        | 660フィート(201.2m)✕2          | 0°                             |
| ターン                   | 4                        | 1320フィート(402.3m)           | 9°12′                          |
| 全長：2.5マイル(4023.4m) | 全長：2.5マイル(4023.4m) | 路面：アスファルト(一部レンガ) | 路面：アスファルト(一部レンガ) |

このトラックの難しいところは全体的に浅いバンクであること。そして風向きの影響が非常に強いため、多くのドライバーが「形状が同じなはずの全てのターンが異なる性質を持ち、それぞれに違う走り方がある」とまで語るレベルである。長方形の角に丸みを付けたような特殊な形をしており、ターン部分は90度を4回曲がるというイメージが強い。このようなコースレイアウトのため走行ラインに自由度が少なく、コーナーではイン側の車体2台分の空間が実用的なラインとなる。
インディカー
インディカーはこのトラックをアクセル全開で走行出来る数少ないカテゴリーである。マシンには「スーパースピードウェイ・パッケージ」と呼ばれる最高速指向のエアロパーツが装着され、空気抵抗とダウンフォースは非常に小さい。その結果、周回平均速度は220mph(≒354km/h)以上、最高速度は230mph(≒370km/h)以上に達し、これらはインディカー・シリーズ中最も速い。速度が高い分ドラフティングの効果も高く、2つのロングストレートではほぼ毎周オーバーテイクが見られる。また、ストレートでは危険行為とみなされない範囲であればラインが自由にとれるため、終盤のリスタート直後には4ワイドのポジション争いも見られる。
NASCAR
ストックカーはターンを全開で通過出来ないため、その分高度なブレーキング技術が求められる。ターン1,ターン3では200mph(≒322km/h)以上の最高速からのフルブレーキング、ターン2,ターン4では適度なエンジンブレーキと繊細なペダル操作が要求される。走行ラインはインディカーよりさらに限定されており、ロングストレートでは空気抵抗が少ない壁側に接近して走行する。そのため当コースのインディカー、あるいは他のオーバルコースのNASCARレースとは異なり、スタート後まもなく集団は3列から2列と列を減らし、すぐに1列棒状の集団が形成され先行車に有利なレースになる。浅いバンクでハンドルを多く切らなければいけないことや、減速がコースで4回必要な事もあり、フロントタイヤにかかる入力が非常に大きい。2008年には燃費的に30～35周ごとのピットが予定されていたが、タイヤが20周ほどしかもたなかったという事態も起きた。タイヤファクターが強いために2タイヤチェンジでピットの時間を短縮しポジションを上げる戦略が使いにくく、序盤のミスを挽回することが難しい。

## インフィールドセクション
2000年、オーバル内にインフィールドセクションを設け、更にピットビルを大改修して通常のピットエリアの裏側にヨーロッパスタイルのピットを増設、1991年にフェニックスで開催されて以来、9年ぶりにF1アメリカGPが開催された。F1はオーバルのターン1を最終コーナーとする右回り（オーバルコースとは逆回り）であった。F1アメリカGPは2007年をもって終了となった。2008年からはMotoGPが同コースを使用して開催。また2014年からは、インディカーのレースもインディ500の前哨戦としてオープニングウィークにインフィールドセクションを使った一戦が設定されている。

### F1グランプリコース

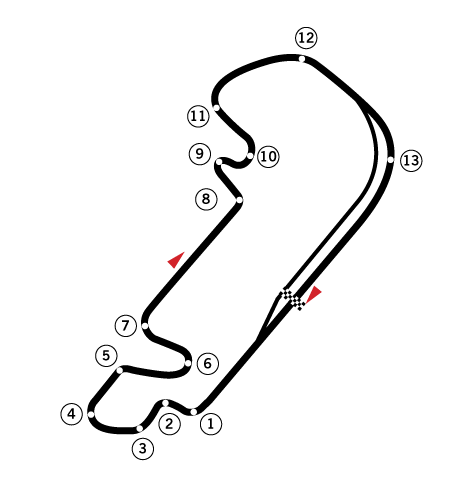
F1開催時のIMSコースレイアウト。12コーナーの立ち上がりから1コーナーまでオーバル区間を使用

F1においてはコース全体の半分を占める超高速オーバル区間に低速コーナー～高速セクションがバランスよく配置されたインフィールドエリアを組み合わせた1周4.192kmの高速テクニカルコースであった。1周平均速度こそ低いものの、エンジン全開時間が20秒ほどに及び、エンジンには非常に厳しいサーキットである。各車ともこの2km近いエンジン全開エリアでの最高速度を重視したセッティングになるため、インフィールドのダブルヘアピンといった低速コーナーでダウンフォースが足りずにマシンの挙動がグラつく事がままあった。ストレートをシケインで区切ったモンツァとはまたタイプの違う超高速サーキットである。一時期はシーズン後半のため、モンツァと高速サーキットの連戦となっていた。
最大のオーバーテイクポイントは1コーナー。オーバルの入り口、ダブルヘアピンでマシンの後ろに付けばオーバルで容易にオーバーテイクが可能であるため、当時のサーキットの中ではオーバーテイクがかなりやりやすいサーキットであった。バックストレートでも、入り口でミスがあればオーバーテイクは可能である。その反面、スタート時はコース幅が広く、長いストレートから入口が狭いインフィールドに入る第1コーナーで多重クラッシュが起こりやすいレイアウトであった。

### MotoGPコース

MotoGPのコースレイアウト（2008年-2013年）

F1アメリカグランプリが終了した翌年の2008年より、インフィールドセクションはロードレース世界選手権 (MotoGP) のインディアナポリスグランプリで使用される。MotoGP用コースは、F1用コースとは反対の左回りである他、一部レイアウトが異なる。まず、F1コースのダブルヘアピンは一般的なS字カーブに変更された。また、オーバルコースのターン1入り口から出口にかけて、4つのターンをもつ区間が追加された。この区間は「スネーク・ピット・コンプレックス」と呼ばれる。この改修により、右回りでスネーク・ピット・コンプレックスを用いない自動車競技用レイアウトと、左回りでスネーク・ピット・コンプレックスを用いるオートバイ競技用レイアウトの2種類を選択できるようになった。自動車競技用レイアウトは、2012年よりロレックス・スポーツカー・シリーズでも使用された。

### インディカーGPコース

インディカーGPのコースレイアウト

2014年からはインディカー・シリーズにおいて、インディ500の前戦として「インディカーグランプリ」が開催されている（2016年までは「インディアナポリスグランプリ」）。レイアウトはMotoGPと似ているが、インフィールドセクションとターン1のスネーク・ピット・コンプレックスの一部をショートカットし、F1と同じ右回りで走行する。

## 施設
メインストレートの外側には2階建ての巨大なスタンドがそびえ立ち、ピットレーン側にもスタンドが設置されており、レース当日は大観衆の熱気に包まれ壮観な光景となる。
コントロールタワーは庇が突き出した五重塔のような外観から「パゴダ（pagoda 仏塔）」とも呼ばれる。初代は1913年に建てられたが、1925年のインディ500の後日、火災により消失し、1926年に2代目が建てられた。その後1957年に一度改築された。現在は1998年に着工し2000年に完成した高さ153フィート (46.63 m)、10階建てのポストモダンな建物で、パナソニックがネーミングライツを取得している。エアレースの際には管制塔として利用される。
インディカーやNASCARで使用するピットはアメリカ式の屋外タイプで、停車位置からウォールを隔ててピットクルーや給油装置などが待機する。レース車両は裏手の「ガソリンアレイ」と呼ばれるガレージエリアで調整されてからピットレーンへ運び込まれる。1998年〜2000年の改修工事でヨーロッパ式の屋内タイプのピットガレージが新設され、F1やMotoGPで使用された。
南ゲートからアンダーパスを抜けてインフィールド南側に入ると博物館  (Indianapolis Motor Speedway Museum) がある。歴代のインディ500優勝車や優勝杯（ボルグワーナー・トロフィー）をはじめとして、モータースポーツ史をあらわす貴重な資料などを展示しており、インディアナポリスの観光スポットにもなっている。
トラックの東側にはブリックヤード・クロッシング・ゴルフコース (Brickyard Crossing GC) というゴルフコースが隣接しており、18ホールのうち7〜10番ホールはIMSのインフィールドに入ってプレーする。2017年より全米女子プロゴルフ協会 (LPGA) ツアーの開催地になっており、インディ500に倣って優勝者は牛乳を飲み、トラックの煉瓦にキスをする。

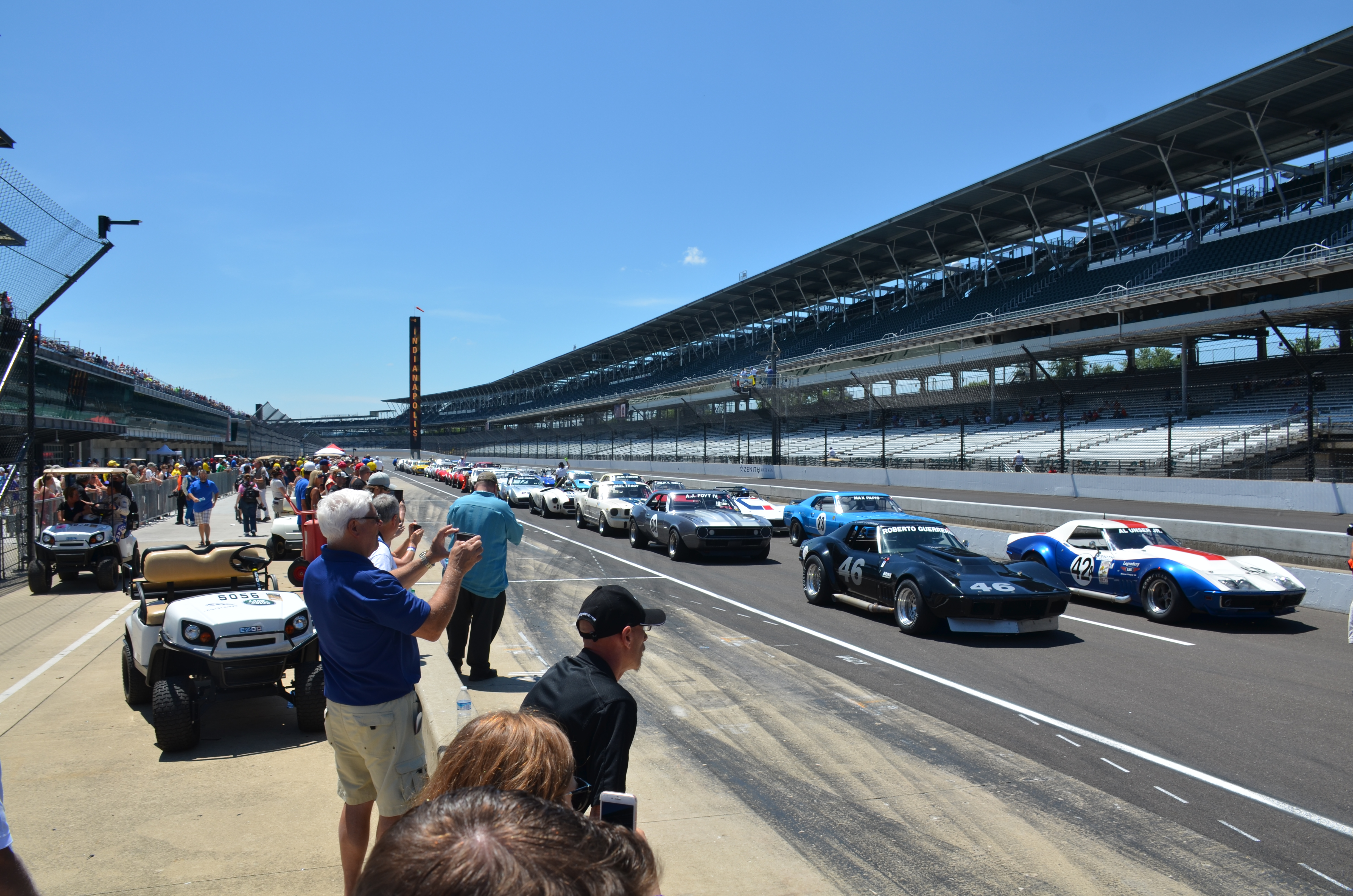
グランドスタンド
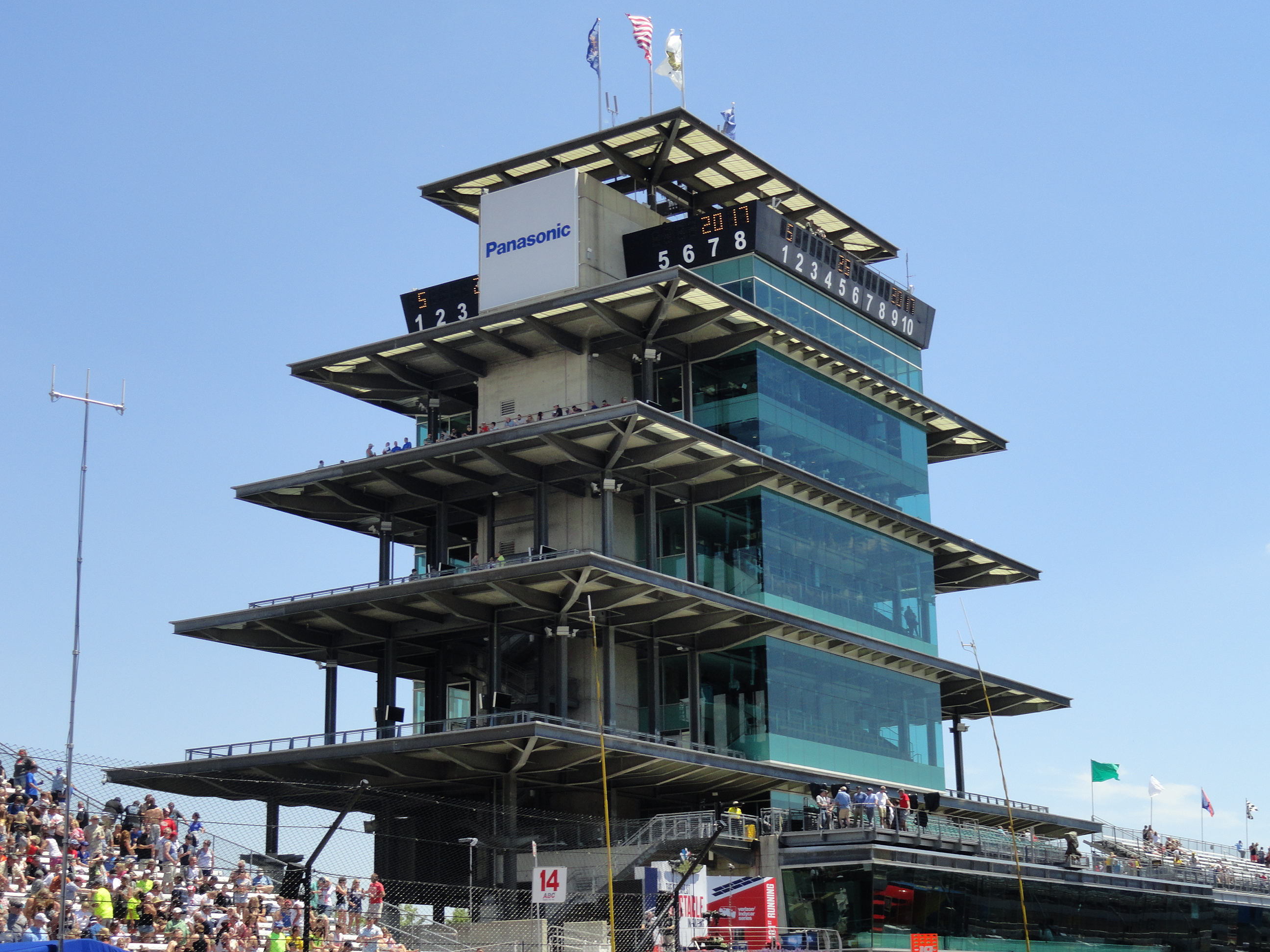
パゴダ（コントロールタワー）
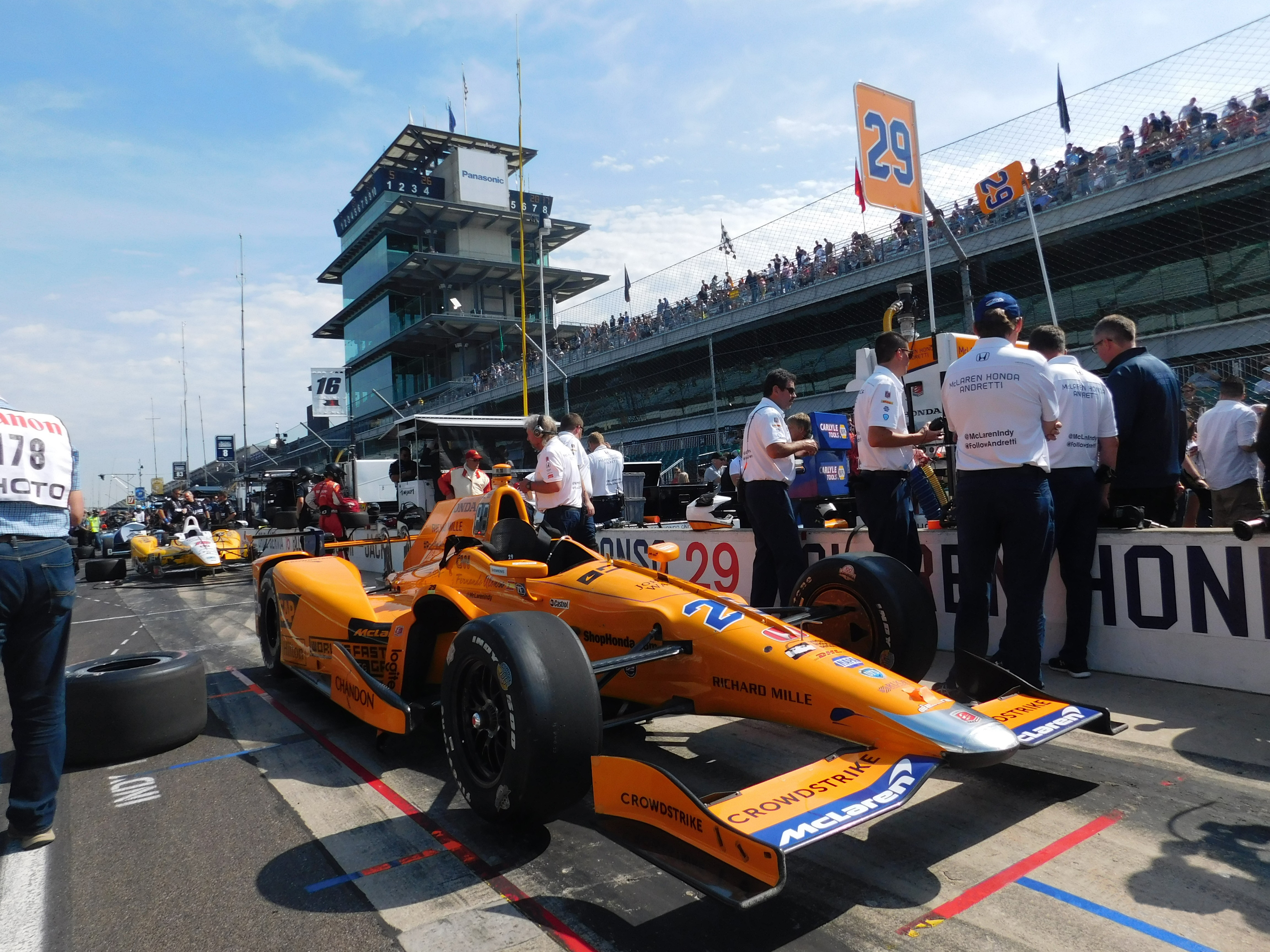
ピット
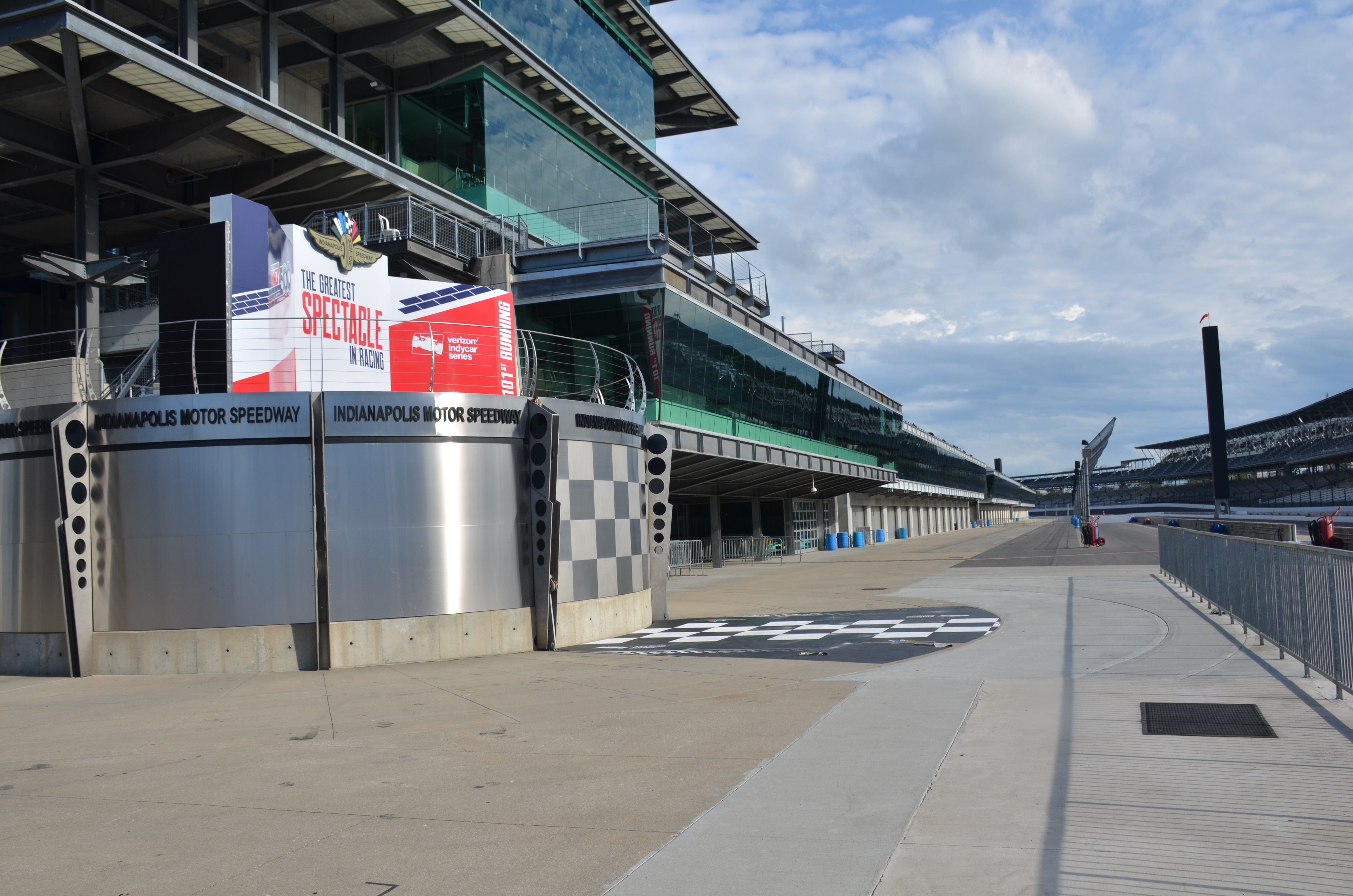
ビクトリーレーン
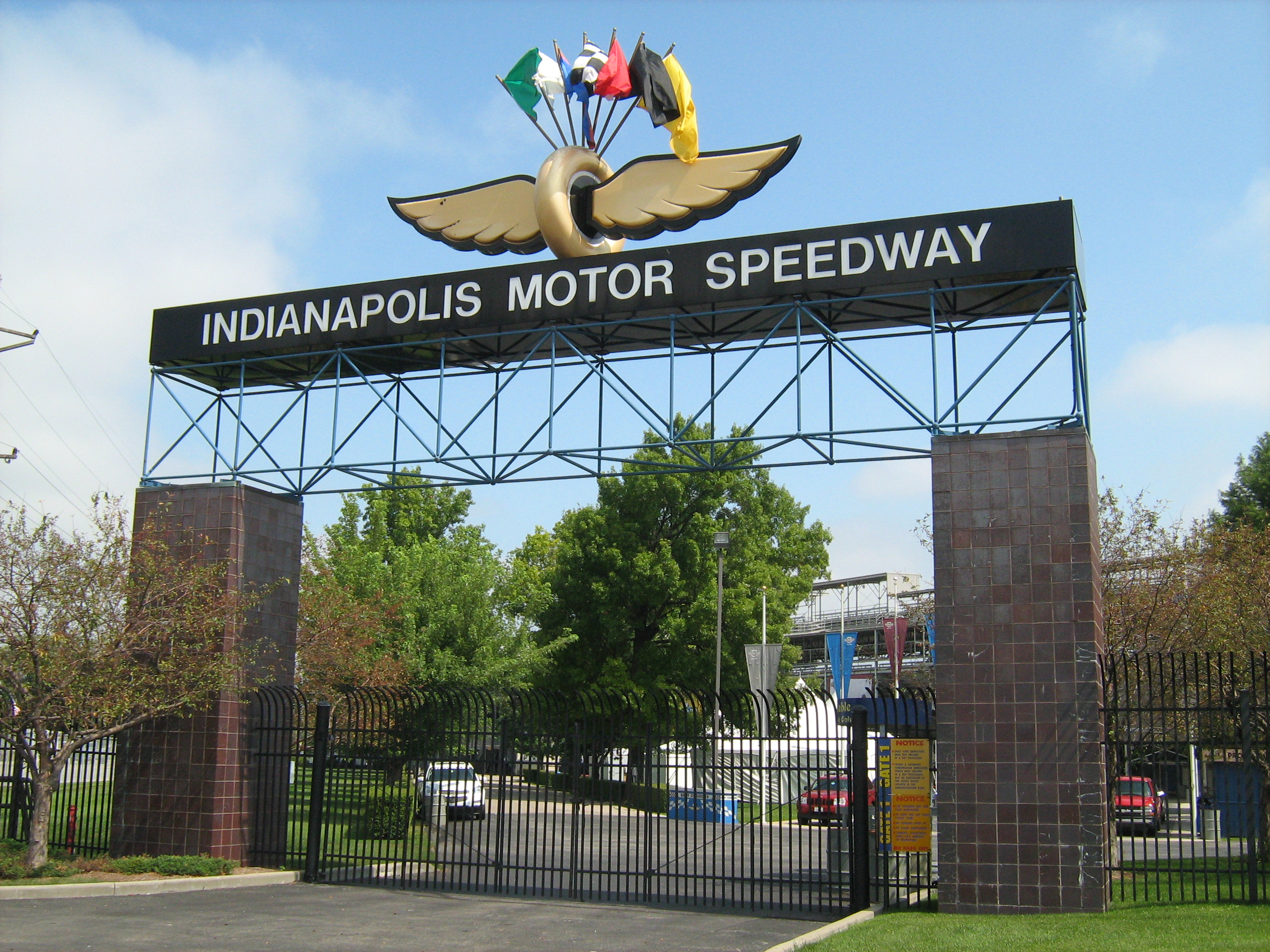
1番ゲート
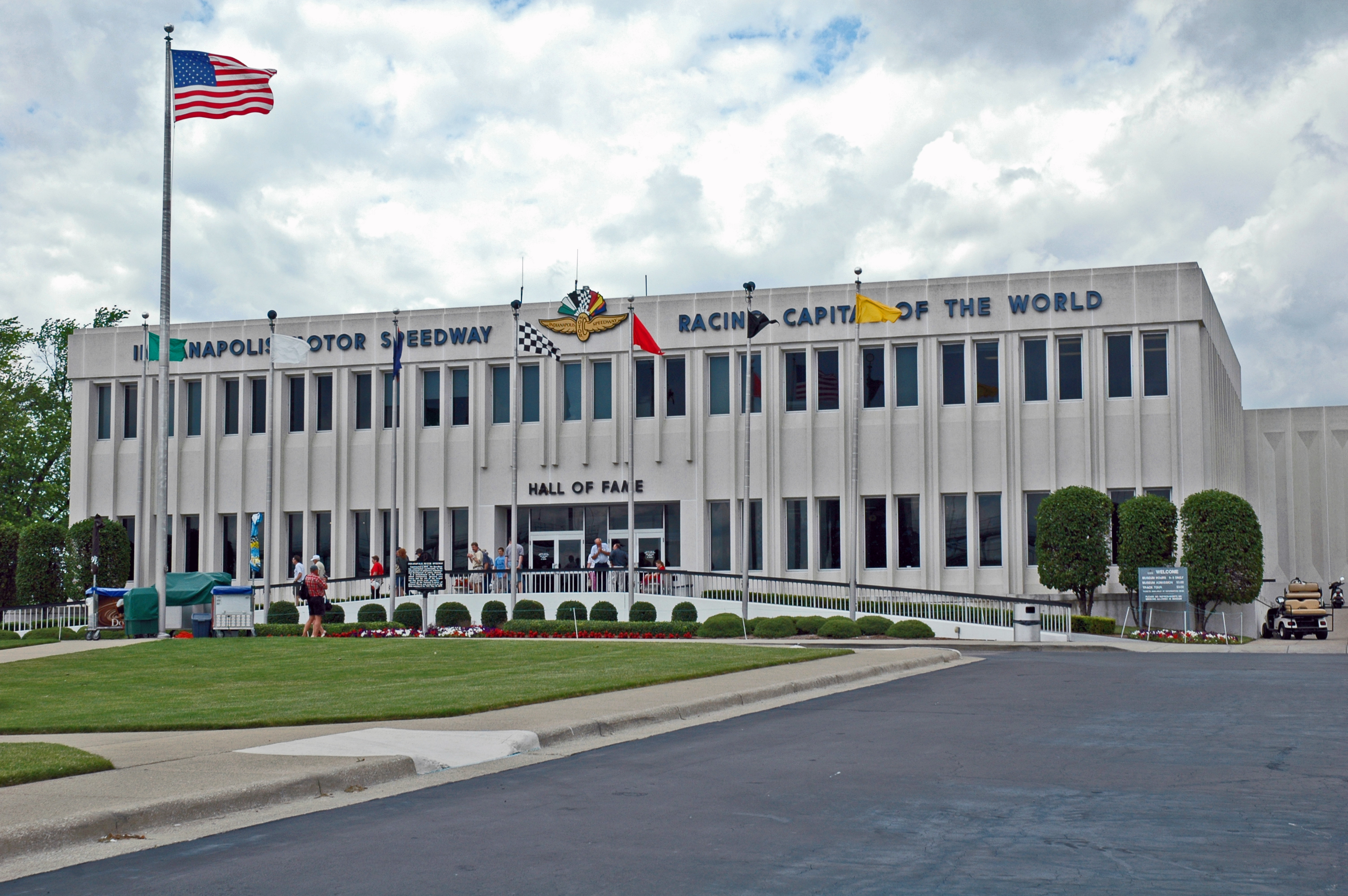
博物館
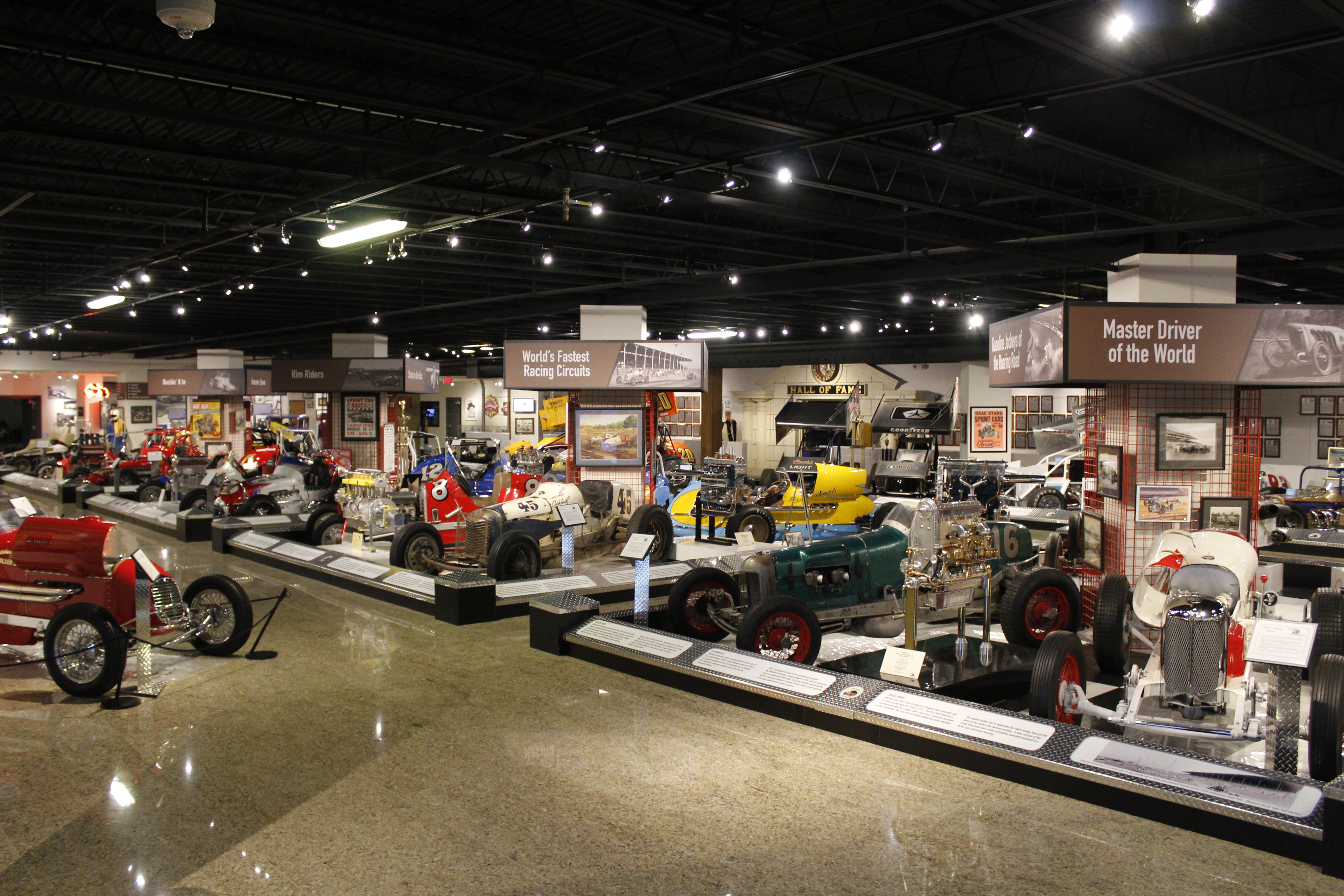
博物館内観
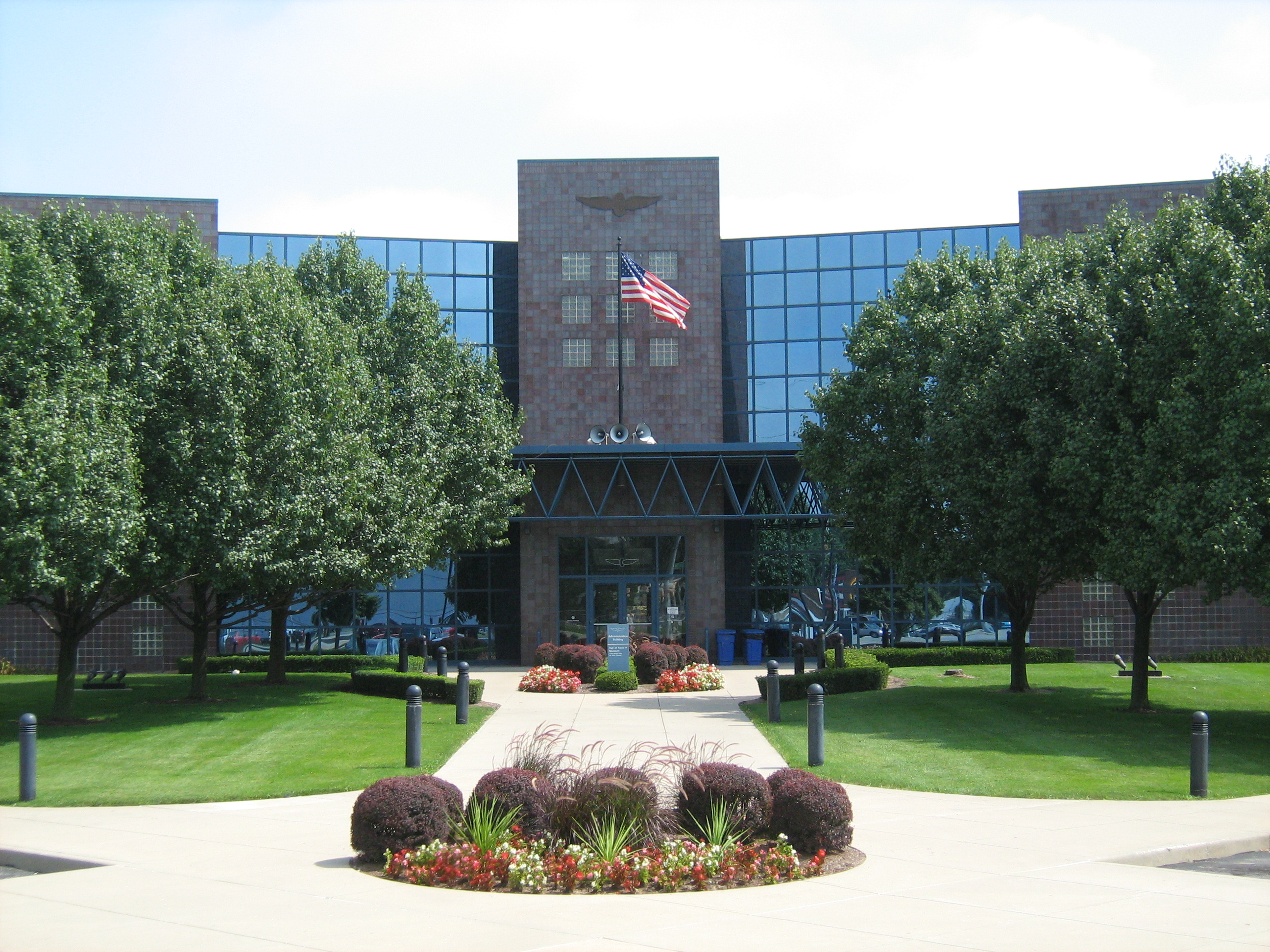
管理オフィス
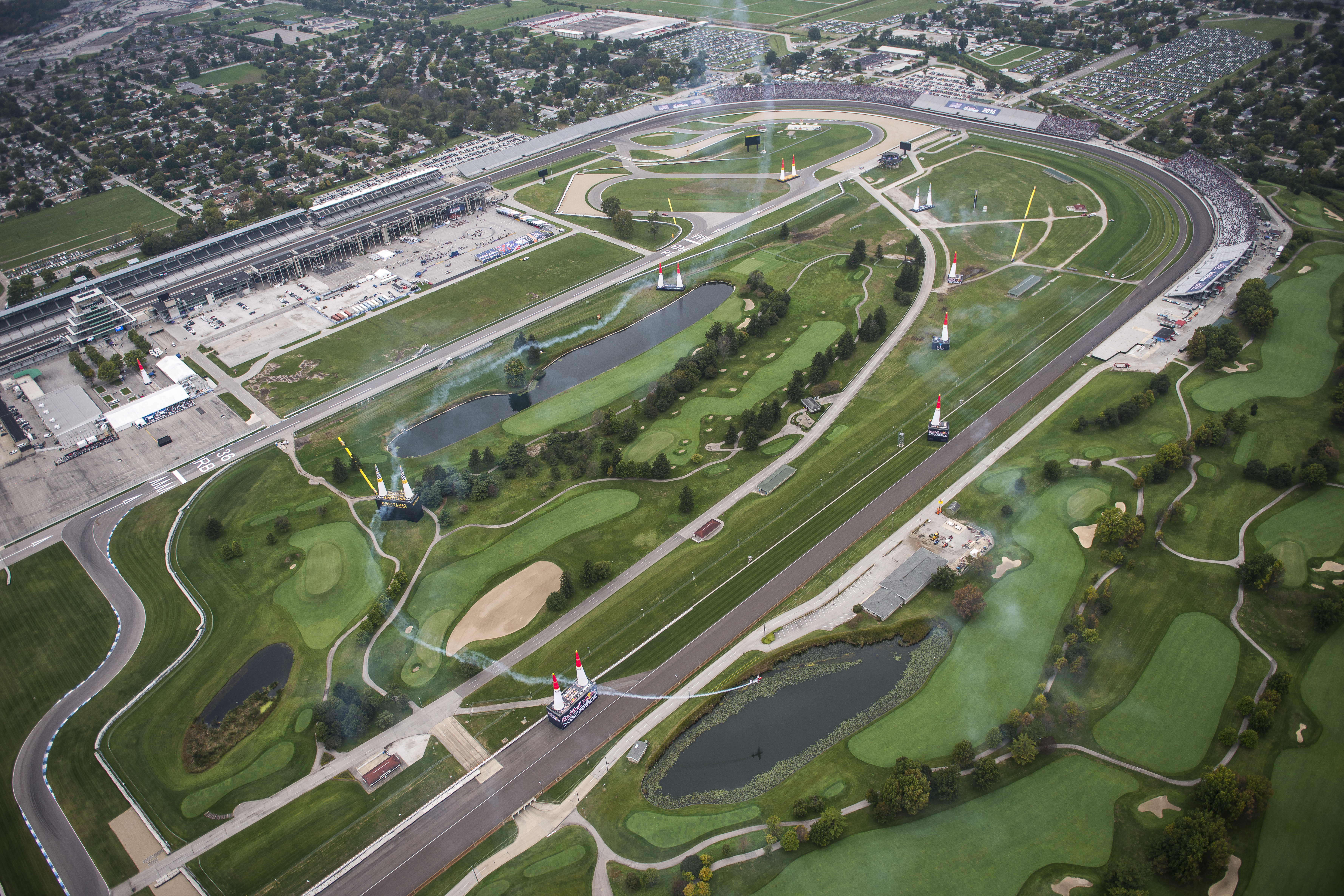
インフィールドのゴルフコース

## コースレコード
| 種別 | 距離 (mi) (km)  | 日付          | ドライバー             | タイム       | 平均速度 (mph) (km/h) |
| --- | --------------- | ------------- | ---------------------- | ------------ | --------------------- |
| 練習走行* (1 lap) | 2.500 4.023     | 1996年5月10日 | アリー・ルイエンダイク | 0:00:37.616  | 239.260 385.052       |
| 予選** (1 lap) | 2.500 4.023     | 1996年5月12日 | アリー・ルイエンダイク | 0:00:37.895  | 237.498 382.216       |
| 予選** (4 laps) | 10.000 16.093   | 1996年5月12日 | アリー・ルイエンダイク | 0:02:31.908  | 236.986 381.392       |
| 本選 (1 lap) | 2.500 4.023     | 1996年5月26日 | エディ・チーバー       | 0:00:38.119  | 236.103 379.971       |
| 本選 (200 laps) | 500.000 804.672 | 2013年5月26日 | トニー・カナーン       | 2:40:03.4181 | 187.433 301.644       |
| * 予選または決勝以外で記録されたものなので、非公式記録として扱われる。 ** 予選1日目に記録されたものではないため、ポールポジションではない。 |                 |               |                        |              |                       |

| 種別                                                                                               | 距離 (mi) (km)    | 日付          | ドライバー           | タイム      | 平均速度 (mph) (km/h) |
| -------------------------------------------------------------------------------------------------- | ----------------- | ------------- | -------------------- | ----------- | --------------------- |
| 練習 (1 lap)                                                                                       | 2.500 4.023       | 2013年7月26日 | カート・ブッシュ     | 0:00:47.766 | 188.419 303.231       |
| 予選 (1 lap)                                                                                       | 2.500 4.023       | 2013年7月27日 | ライアン・ニューマン | 0:00:47.992 | 187.531 301.802       |
| 本選 (1 lap)                                                                                       | 2.500 4.023       | 2013年7月28日 | ライアン・ニューマン | 0:00:49.004 | 183.658 295.569       |
| 本選 (160 laps) *                                                                                  | 400.000* 643.738* | 2000年8月5日  | ボビー・ラボンテ     | 2:33:55.979 | 155.912 250.893       |
| * グリーン・ホワイト・チェッカーが適用されたため、総走行距離が402.5マイル (647.8 km)に拡張された。 |                   |               |                      |             |                       |

| 種別                                              | 距離 (mi) (km)  | 日付          | ドライバー             | タイム      | 平均速度 (mph) (km/h) |
| ------------------------------------------------- | --------------- | ------------- | ---------------------- | ----------- | --------------------- |
| 練習走行* (1 lap)                                 | 2.605 4.192     | 2004年6月19日 | ルーベンス・バリチェロ | 0:01:09.454 | 135.025 217.301       |
| 予選 (1 lap)                                      | 2.605 4.192     | 2004年6月19日 | ルーベンス・バリチェロ | 0:01:10.223 | 133.546 214.921       |
| 本選 (1 lap)                                      | 2.605 4.192     | 2004年6月20日 | ルーベンス・バリチェロ | 0:01:10.399 | 133.207 214.375       |
| 本選 (73 laps)                                    | 190.165 306.041 | 2005年6月19日 | ミハエル・シューマッハ | 1:29:43.181 | 127.173 204.665       |
| * IMS オリジナルロードコース (2000–2007) での記録 |                 |               |                        |             |                       |

| 種別                                     | 距離 (mi) (km) | 日付          | ライダー       | タイム      | 平均速度 (mph) (km/h) |
| ---------------------------------------- | -------------- | ------------- | -------------- | ----------- | --------------------- |
| 練習走行 (1 lap)                         | 2.621 4.218    | 2012年8月17日 | ダニ・ペドロサ | 0:01:39.783 | 94.561 152.181        |
| 予選* (1 lap)                            | 2.621 4.218    | 2012年8月18日 | ダニ・ペドロサ | 0:01:38.813 | 95.489 153.675        |
| 本選 (1 lap)                             | 2.621 4.218    | 2012年8月19日 | ダニ・ペドロサ | 0:01:39.088 | 95.214 153.232        |
| 本選 (28 laps)                           | 73.388 118.048 | 2012年8月19日 | ダニ・ペドロサ | 0:46:39.631 | 94.368 151.871        |
| * IMS 改修版ロードコース (2008) での記録 |                |               |                |             |                       |